# Paul Weimann

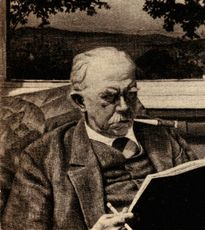
Paul Weimann (um 1930)

Paul Weimann (* 30. November 1867 in Breslau; † 25. Januar 1945 in Hirschberg im Riesengebirge) war ein deutscher Landschaftsmaler und Zeichner. Er wird als Meister der Winterlandschaft bezeichnet.
Nach dem Besuch des Magdalenäums in Breslau studierte er ab 1888 an der Königlichen Kunst- und Kunstgewerbeschule Breslau bei Carl Ernst Morgenstern (1847–1928) Landschaftsmalerei. In der Studienzeit unternahm er Studienreisen nach Schlesien und in die  Bayerischen Alpen. In den Jahren 1897 bis 1899 belegte er einen Meisterkurs bei Eugen Bracht (1842–1921) an der Berliner Kunstakademie.
Im Jahr 1900 heiratete er in Schönau an der Katzbach und wohnte zunächst auch dort, 1907 wurde der Sohn Heinrich Weimann geboren.
Im Jahr 1918 zog die Familie nach Hirschberg, Seydel-Straße 17 (jetzt Jelenia Góra, ul. Chełmońskiego 17) am Cavalierberg, jetzt Wzgórzu Kościuszki. Er hatte dort ein Haus mit guter Aussicht auf das Riesengebirge gekauft. Hier konnte er seine Landschaftsbilder und Winterlandschaften des Riesengebirges malen. Er kann der Künstlerkolonie Schreiberhau zugerechnet werden. Er starb um 1945 in Hirschberg im Riesengebirge.

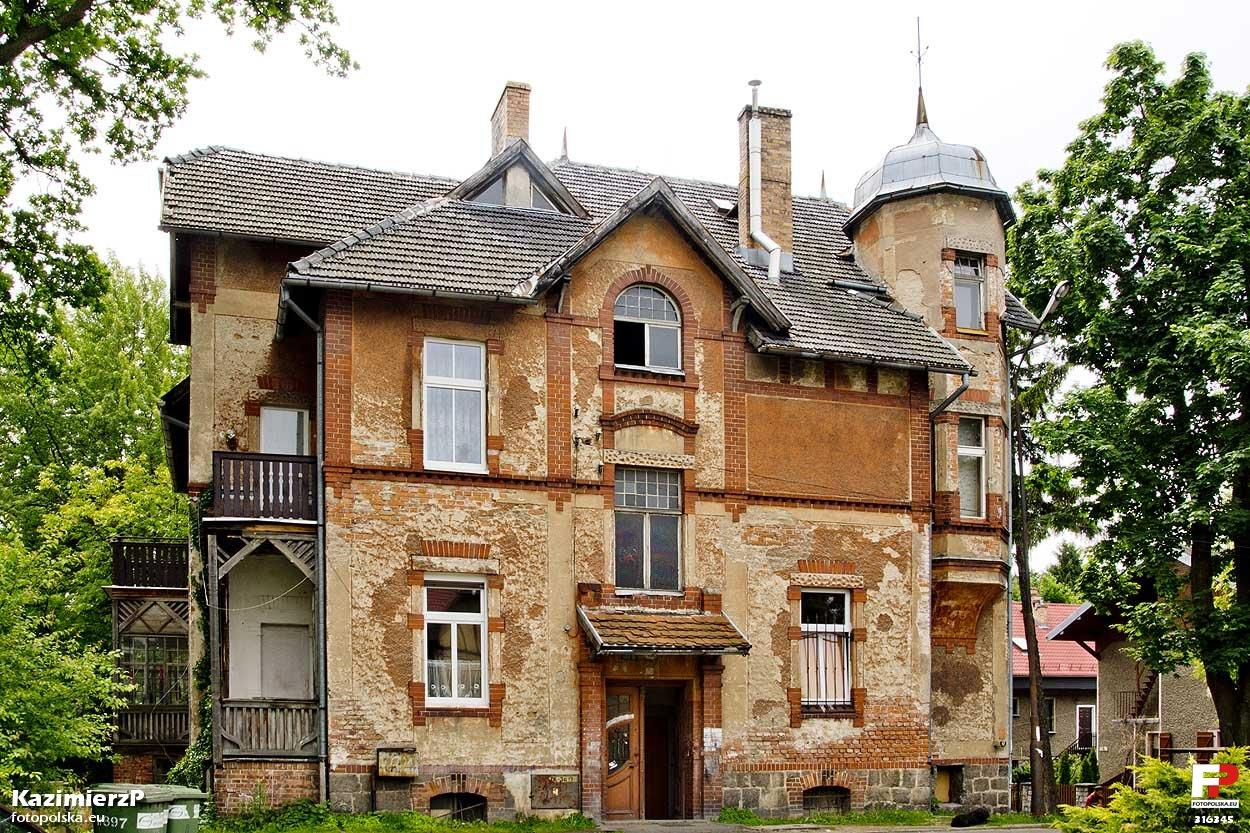
Wohnhaus des Malers in Jelenia Góra, Chełmońskiego 17

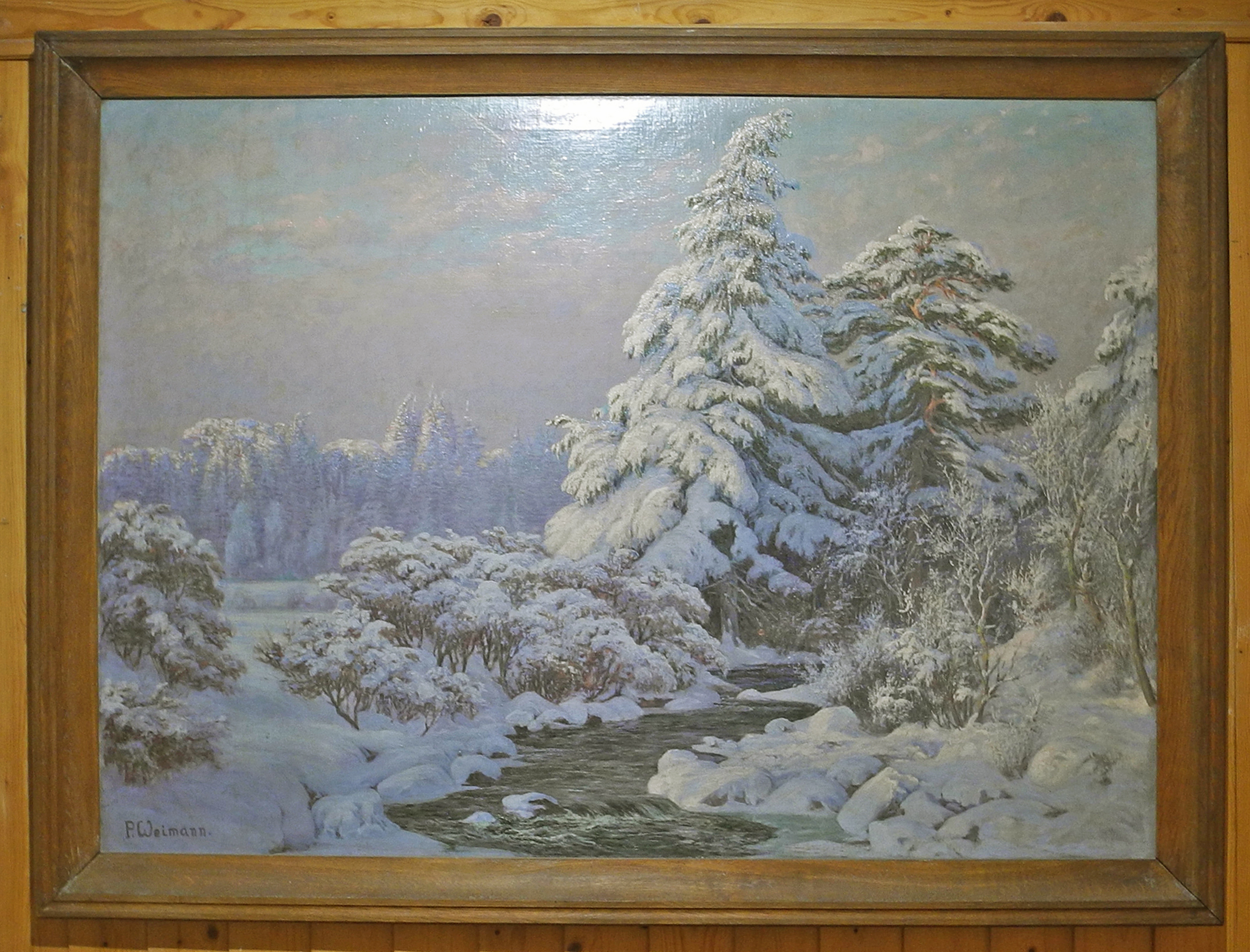
Winterlandschaft von Paul Weimann aus der Sammlung im Riesengebirgsmuseum Jelenia Góra

Sein Œuvre ist gekennzeichnet durch realistische Landschaften, insbesondere Winterlandschaften aus der Umgebung des Riesengebirges, die im Freien entstanden. Dabei war er ein Meister bei der Wiedergabe von verschiedenen Farbtönen der winterlichen Stimmung. Einige zeitgenössische Kritiker bemängelten den geringen künstlerischen Wert seiner Bilder, der sich aus der Wiederholung der gewählten Motive zu verschiedenen Tages- oder Jahreszeiten ergab. Seine Käufer fand er unter den Einwohnern der Umgebung, aber auch aus den ferneren deutschen Städten, wie z. B. Berlin, Köln oder Hamburg.
Seine Werke befanden sich vor dem Zweiten Weltkrieg in den Sammlungen von Museen in Breslau, Neubrandenburg und Zwickau. Das Riesengebirgsmuseum Hirschberg besitzt derzeit 18 Ölgemälde und Skizzen.

## Werke (Auswahl)
- Aussicht auf die Schneekoppe, Öl auf Malkarton, 1908, Riesengebirgsmuseum in Hirschberg
- Schneegruben bei Sonnenaufgang, Öl auf Malkarton, 1921, Riesengebirgsmuseum in Hirschberg
- Aussicht auf die Schneegruben, Öl auf Malkarton, 1921, Riesengebirgsmuseum in Hirschberg
- Winterlandschaft, Öl auf Leinwand, um 1920, Riesengebirgsmuseum in Hirschberg
- Winterlandschaft, um 1920, Riesengebirgsmuseum in Hirschberg
- Winterlandschaft mit Blick auf die Schneekoppe, um 1930, Riesengebirgsmuseum in Hirschberg

sowie zahlreiche Werke im Kunsthandel
- Winterlandschaft im Riesengebirge
- Verschneiter Bachlauf in Vorgebirgslandschaft
- Verschneites Dorf an einem sonnigen Wintertag
- Winterlandschaft im deutschen Mittelgebirge mit Gehöft
- Wintertag in Schreiberhau
- Blick zur Schneekoppe
- Dorf im Riesengebirge
- Winterlandschaft im Schwarzwald
- Abendliche Winterlandschaft mit Bauerngehöft, 1900–1925
- Gebirge im Winter, 1920
- Winterlandschaft mit der Schneekoppe, 1943
- Verschneite Berglandschaft, 1942
- Fluss im Winter, 1943
- Riesengebirge – Schneekoppe im Winter, 1943